# Angersdorfer Teiche
Die Angersdorfer Teiche sind zwei unterschiedlich große Teiche im Südwesten des Stadtgebietes von Halle (Saale) zwischen Angersdorf und Halle-Neustadt an der Grenze zum Saalekreis.
Die Gewässer sind von einer Gartenanlage umgeben und liegen an einem Gewerbegebiet. Sie entstanden in den Restlöchern dreier ehemaliger Tongruben, die bis 1925/1926 betrieben wurden und sich durch ansteigendes Grundwasser und Niederschlagswasser füllten.
Der Große Angersdorfer Teich hat eine Fläche von 5,3 ha, eine mittlere Wassertiefe von 2,50 Metern und eine maximale Wassertiefe von 8 Metern. Auf der Ostseite befindet sich ein Strand von etwa 100 Meter Länge und der Badebereich des Freibads, das von der stadteigenen Bäder Halle GmbH an die jeweiligen Betreiber verpachtet. Wie das Friedrichsbad wird das Naturbad seit 2021 von einem privaten Betreiber bewirtschaftet, der es Anfang 2021 in Karlsbad Angersdorfer Teiche benannt hat. Gemäß der Badegewässerverordnung ist der Name des Badegewässers Naturbad Angersdorfer Teiche. Das Wasser hat einen Salzgehalt von 0,5 bis 2,5 o/oo, was vermutlich auf einen unterirdischen Solezufluss zurückgeführt wird. Im Jahr 2019 wurden erstmals Vibrionen nachgewiesen, die für ihren mäßigen bis starken Salzbedarf bekannt sind.
Der mit 3 ha kleinere Teich weist eine ähnliche Tiefe auf und wurde 1979 als Flächennaturdenkmal unter Schutz gestellt.
Die Teiche dienen neben dem Badebetrieb auch als Angelgewässer.